# الميثاق البارالمبي
الميثاق البارالمبي هو الاسم الذي يطلق على مجموعة من القواعد واللوائح التي تحكم إقامة الألعاب البارالمبية الخاصة بالرياضيين ذوي الاحتياجات الخاصة. يحدد هذا الميثاق دستور اللجنة البارالمبية الدولية والأعضاء الآخرين في الحركة البارالمبية، بما في ذلك اللجان البارالمبية الوطنية والهيئات الرياضية الأخرى.
يوازي ميثاق الألعاب البارالمبية الميثاق الأولمبي، ويختلف عنه في تركيزه على الرياضيين ذوي الاحتياجات الخاصة وتنظيم الألعاب البارالمبية. ومع ذلك، فإن كلا الميثاقين يشتركان في المبادئ الأساسية للنزاهة والشمول والمساواة في الرياضة.
وقد لاحظ بعض المعلقون الأكاديميون أن أهداف الحركة البارالمبية المعبر عنها في الميثاق والوثائق الرئيسية الأخرى تعتبر "غامضة" وليست بالضرورة منفصلة بوضوح عن الميثاق الأولمبي كما قد يكون مرغوبًا.

## المبادئ
يتضمن الميثاق المبادئ الأساسية التي يجب أن تلتزم بها جميع الهيئات الرياضية البارالمبية، وتتمثل في ما يلي:
- عدم التمييز على أساس الإعاقة أو أي أساس آخر كالجنس أو العرق أو الدين؛
- المساواة في الفرص للرياضيين ذوي الاحتياجات الخاصة للمشاركة في الأنشطة الرياضية؛[4]
- احترام كرامة الأشخاص ذوي الاحتياجات الخاصة وقيمتهم كأفراد؛[6]
- تعزيز روح اللعب النظيف والنزاهة في الرياضة، ومكافحة المنشطات.[5][1][2]

## وصلات خارجية
- دليل التصنيف الدولي للبراءات